# Bedevaart

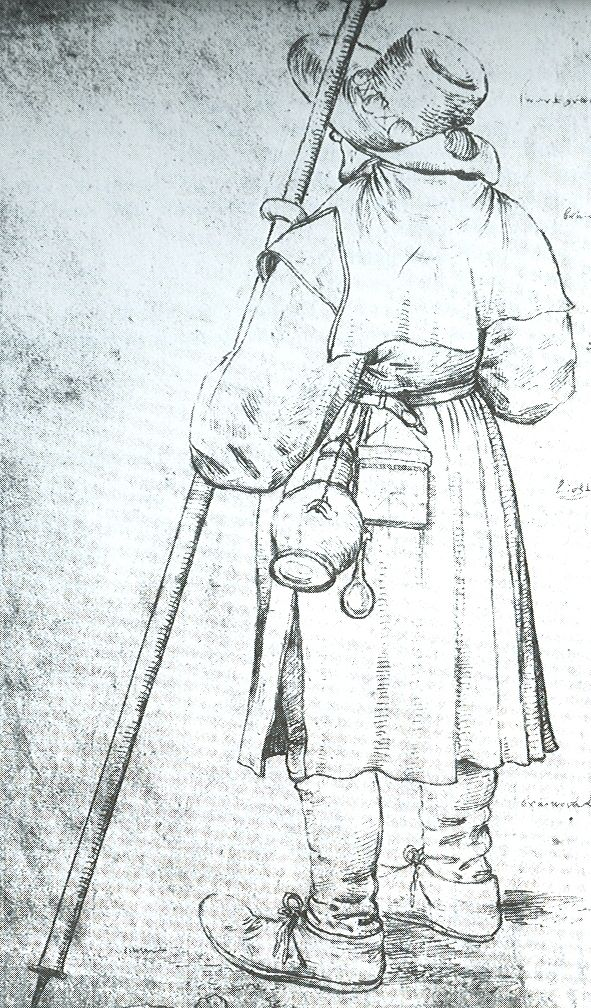
Een Europese pelgrim draagt op deze tekening van Roelant Savery de jakobsschelp van de bedevaart naar Santiago de Compostella en tal van andere, waarschijnlijk loden, bedevaartstekens.

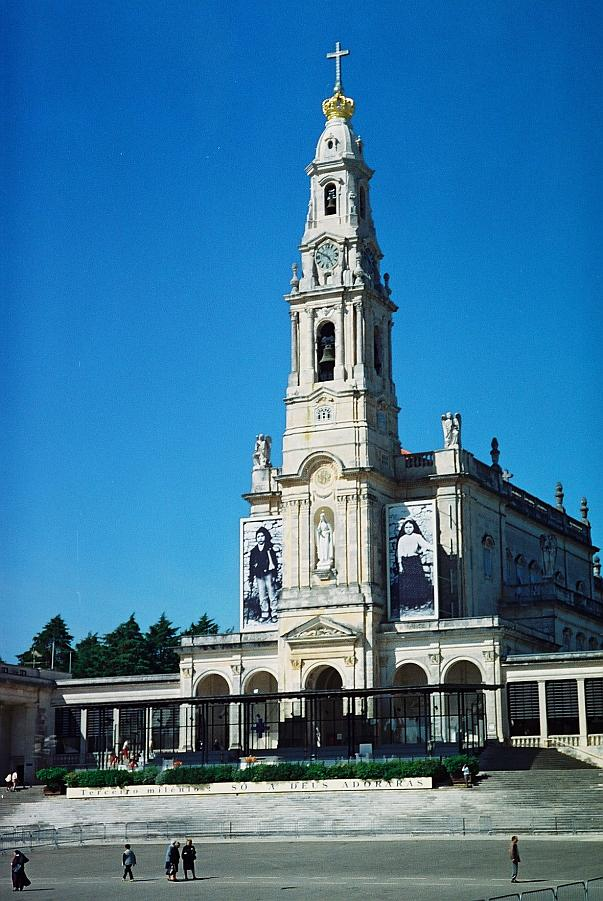
De basiliek van Fatima.

Een bedevaart of pelgrimage (van het Oudfrans pelrimage) is een (pelgrims)reis naar een bedevaartsoord dat een bijzondere betekenis heeft binnen een religie of levensovertuiging. Het kan zijn dat de plaats verbonden is met de stichter of een heilige van een religie, of op een andere manier een belangrijke plaats inneemt in de geschiedenis van een religie. Ook kan het een plaats van een openbaring, een verlichting of een religieus bovennatuurlijk wonder zijn. Degene die op bedevaart gaat, wordt bedevaartganger of pelgrim genoemd.
Redenen voor het ondernemen van een bedevaart zijn om over een hogere waarheid, God of het leven na te denken; om het Heilige te "ervaren", om een gunst (bv. genezing) te gaan vragen; respect te betuigen; om inspiratie te verkrijgen; om tot bezinning te komen of zelfs boete te doen voor misstappen (zonden); om een poosje afstand te nemen van een hectisch dagelijks bestaan; om 'de ervaring'; 'om er geweest te zijn'; of om andere mensen te ontmoeten.

## Christendom
In de katholieke traditie betreft een bedevaart een reis naar een plaats waar een heilige wordt vereerd, of waar er volgens ooggetuigenverslagen verschijningen hadden plaatsgevonden, meestal van Maria, een engel of een heilige. Andere plaatsen werden bekend vanwege een of meer gevallen van wonderbaarlijk genezingen, of vanwege stigmata, een 'huilend' beeldje, of andere verschijnselen die mensen bovennatuurlijk voorkwamen.

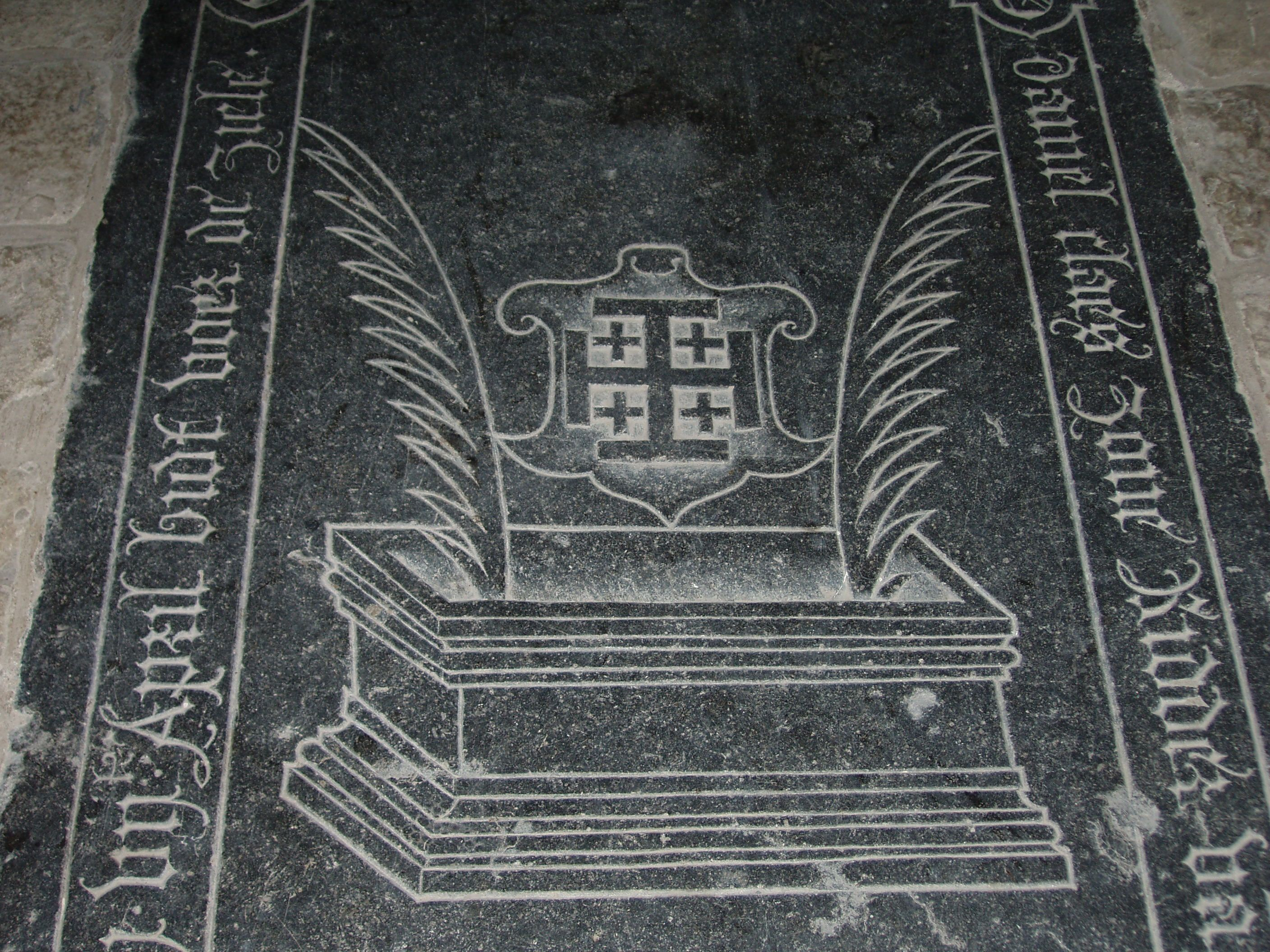
Een zerk in het koor van de kerk in Dreischor. De dode bezocht Jeruzalem, vandaar het Kruis van Jeruzalem, de palmtakken en het lege graf van Jezus.

Voorbeelden van belangrijke bedevaartsplaatsen in het christendom zijn in hedendaags Israël en de Palestijnse gebieden zijn: Jeruzalem, Bethlehem, Nazareth, Kafarnaüm en de overige plekken die Jezus Christus bezocht. De eerste pelgrimstochten naar het Heilige Land dateren van de vierde eeuw. Het oudst bewaard gebleven verslag van een pelgrimstocht naar Jeruzalem, het Itinerarium Burdigalense, dateert van 333.
In Europa zijn de volgende plaatsen belangrijke bedevaartsoorden: Rome (het Vaticaan), Fátima, Lourdes, Scherpenheuvel, Jasna Góra, Rocamadour, Santiago de Compostella, Kevelaer, Collevalenza, Assisi, Banneux en Medjugorje.
Bedevaartgangers droegen schelpen of kleine medailles en beeldjes op hun kleding. Goedkope loden of tinnen pelgrimsinsignes, eigenlijk souvenirs, worden bij opgravingen veel teruggevonden. Pelgrims die Jeruzalem bezochten plaatsten een palmtak op hun portretten en ook op hun grafsteen. Tot de uitrusting van een pelgrim behoorde ook een pelgrimshoorn.
Voor meer, zie:
- Christelijke bedevaart
- Heiligdomsvaart
- Bidkapelletjes
- Pelgrimsroutes in Frankrijk naar Santiago de Compostella

## Paganisme
Ook voor de komst van het christendom werden in Europa bedevaarten gemaakt. Men reisde ook toen naar bepaalde plaatsen, waarschijnlijk in de hoop genezen te worden van een kwaal of verwonding. Rondom Stonehenge werden lichamen van zieken gevonden die, zo konden archeologen aantonen, van ver waren gekomen.
- Glastonbury
- Stonehenge
- Externsteine

## Jodendom
In het Jodendom is Jeruzalem belangrijk. Hier - op de Tempelberg - stond de Joodse Tempel, waarin -volgens het Jodendom- God zelf aanwezig was. Volgens sommige groeperingen is de Goddelijke aanwezigheid, de Shekina, ook na de verwoesting van de Tempel in 70 (gj), nog steeds aanwezig. De Westelijke muur (Kotel) is de plek waar joden naar toe pelgrimeren om de Eeuwige, de God van Israël, te gaan vereren en het verlies van hun Tempel te beklagen (Klaagmuur).

## Boeddhisme

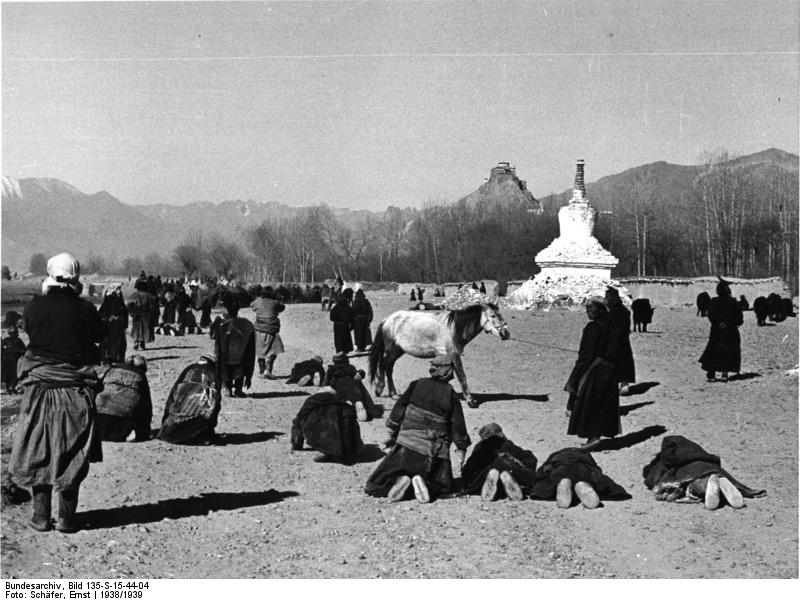
Pelgrims bij een chörten, foto genomen tijdens een Tibetexpeditie in 1938

In het boeddhisme zijn de vier belangrijkste bedevaartsplaatsen Bodhgaya, Sarnath, Kushinagara en Lumbini, gelegen in India en Nepal. Deze vier plaatsen zijn verbonden met de vier belangrijkste gebeurtenissen in het leven van Gautama Boeddha. Boeddha zei zelf dat het bezoeken van deze vier plaatsen een sterke emotie voort zal brengen in gelovigen.
Belangrijke boeddhistische bedevaartsplaatsen in andere landen zijn de berg Kailash en het Potala-paleis in Tibet, de Schwedagonpagode in Myanmar, de Tempel van de Tand in Sri Lanka en de Smaragden Boeddha in Wat Phra Kaew te Bangkok, Thailand.
Voor meer, zie bedevaart in het boeddhisme en Pelgrims in Tibet.

## Hindoeïsme
India kent een traditie van de vier voornaamste bedevaartsoorden (de Char Dham), en dat het reizen naar deze plaatsen leidt tot moksha. Dat is bevrijding uit het samsara, de eeuwige cirkel van dood en reïncarnatie die wordt bepaald door karma. Deze vier plaatsen zijn: Yamunotri, Gangotri, Kedarnath en Badrinath. 
Er is ook een alternatief circuit dat enkel bestaat uit bedevaartsoorden in de Hymalaya, namelijk Badrinath, Gangotri, Kedarnath en Yamunotri. 
Een aantal andere belangrijke bedevaartsplaatsen in het hindoeïsme zijn bijvoorbeeld Benares, Haridwar, Rishikesh, de Mandher Devi tempel in Mandhradevi, Vrindavan en Mayapur. In Sravanabelagola vindt er eens in de 13 jaar een belangrijk hindoeïstisch festival plaats, dat ongeveer 1 miljoen bezoekers trekt. Oude hindoe-tempelcomplexen zijn te vinden in onder andere Khajuraho, Ellora, Ajanta en Hampi.
Belangrijk is ook de heilige rivier de Ganges.

## Islam

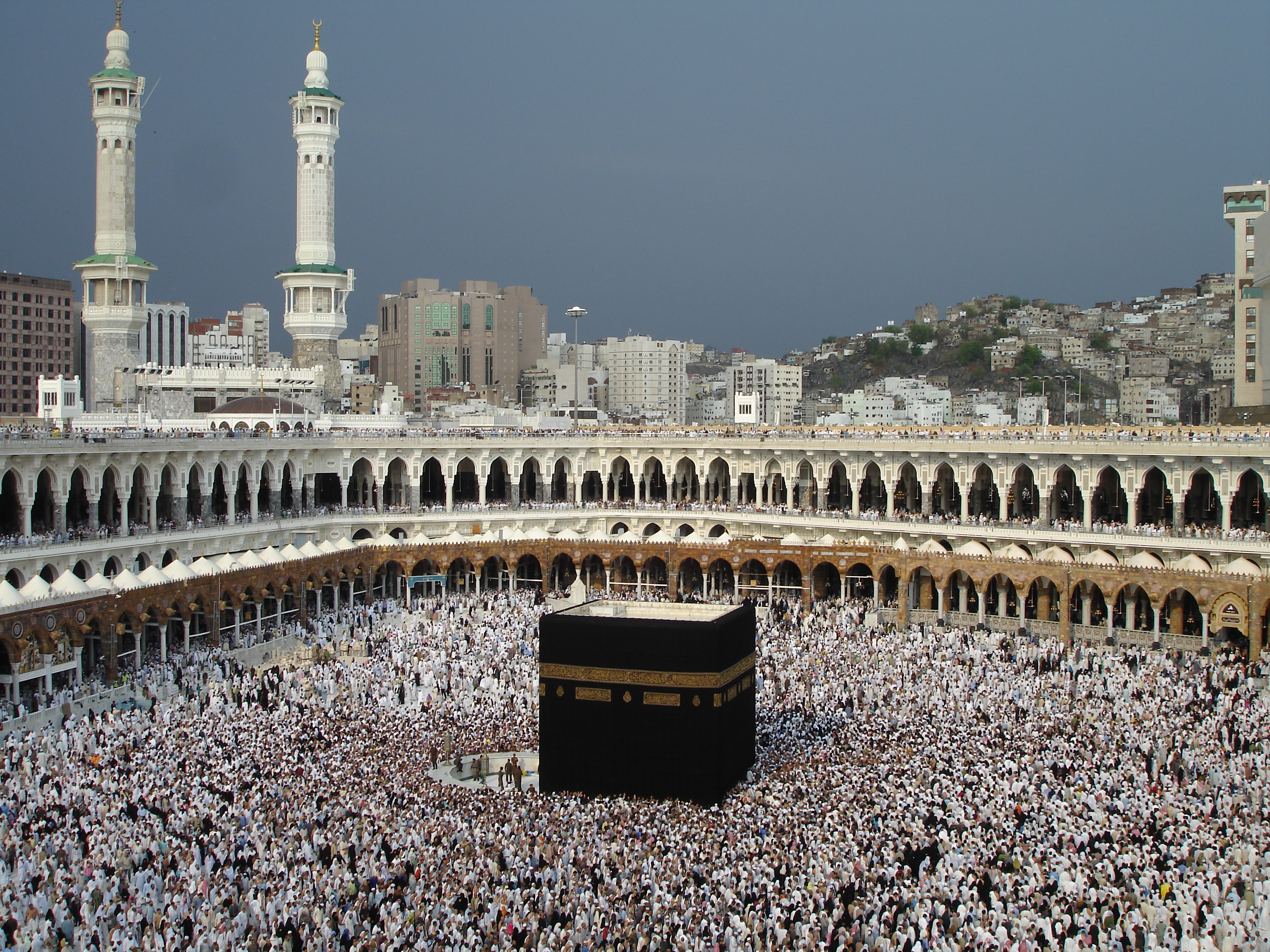
De Kaäba in Mekka

Moslims kennen een bedevaart, de hadj naar Mekka in Saoedi-Arabië. Dit is een van de vijf zuilen van de islam en een verplichting voor iedere moslim om (indien de omstandigheden het toelaten) eenmaal in het leven de hadj te volbrengen. De hadj vindt plaats van de 8ste tot de 12de dag van de islamitische maand Dhoe al-Hidzjah en wordt afsluitend wereldwijd gevierd met het Offerfeest.
De oemra kan ook los worden uitgevoerd en is niet tijdgebonden en wordt ook wel de kleine bedevaart genoemd.
Ook zijn er moslims die een bezoek brengen naar de Moskee van de Profeet in Medina en Masjid Al-Aqsa in Jeruzalem. Dit hoort niet tot de rituelen van de bedevaart maar wordt wel aangeraden door de profeet Mohammed. In de Moskee van de Profeet ligt de profeet Mohammed begraven naast Abu Bakr en Omar die volgens de soennieten de eerste en tweede kaliefen waren. In de Masjid Al-Aqsa is Mohammed naar de hemel gegaan tijdens de Isra en Mi'raj.
De sjiieten erkennen Aboe Bakr en Omar niet als opvolgers van de profeet Mohammed en om die reden willen zij deze plaats niet bezoeken. Sjiieten pelgrimeren wel naar Karbala, Najaf en Koefa in Irak. In Karbala ligt Hoessein, de kleinzoon van de profeet Mohammed begraven. Najaf wordt bezocht vanwege Ali die hier begraven is. Volgens hen had Ali de eerste kalief na Mohammed moeten worden en niet Abu Bakr die zij als usurpator zien. Ook pelgrimeren de sjiieten naar Koefa, omdat de stad tijdelijk de hoofdstad was onder het kalifaat van Ali.
Binnen het soefisme wordt pelgrimage verricht naar graven van heiligen. Vrijwel de meeste tariqas hebben mausolea van heilige verspreid over diverse gebieden in de islamitische wereld.

## Jaïnisme
In het jaïnisme zijn er vier soorten heilige bedevaartsplaatsen:
- Siddha kshtra: plaats van bevrijding van een Kevali (Sanskriet voor 'compleet of gerealiseerd persoon' - inclusief Tirthankaras). Bijvoorbeeld Ashtapad heuvel, Sammet Shikhar, Champa, Girnar, Pava en Shatrunjaya.
- Atishaya kshetra: waar goddelijke gebeurtenissen plaatsvonden, zoals in Mahavirji, Kesariaji, Kundalpur enz.
- Purana kshetra: geassocieerd met levens van shalaka-purushas, zoals Ayodhya, Vidisha, Hastinapur enz.
- Gyana kshetra: geassocieerd met beroemde leraren (Acharya)s of studiecentra, zoals Mohankheda, Sravanabelagola, Ladnun enz.

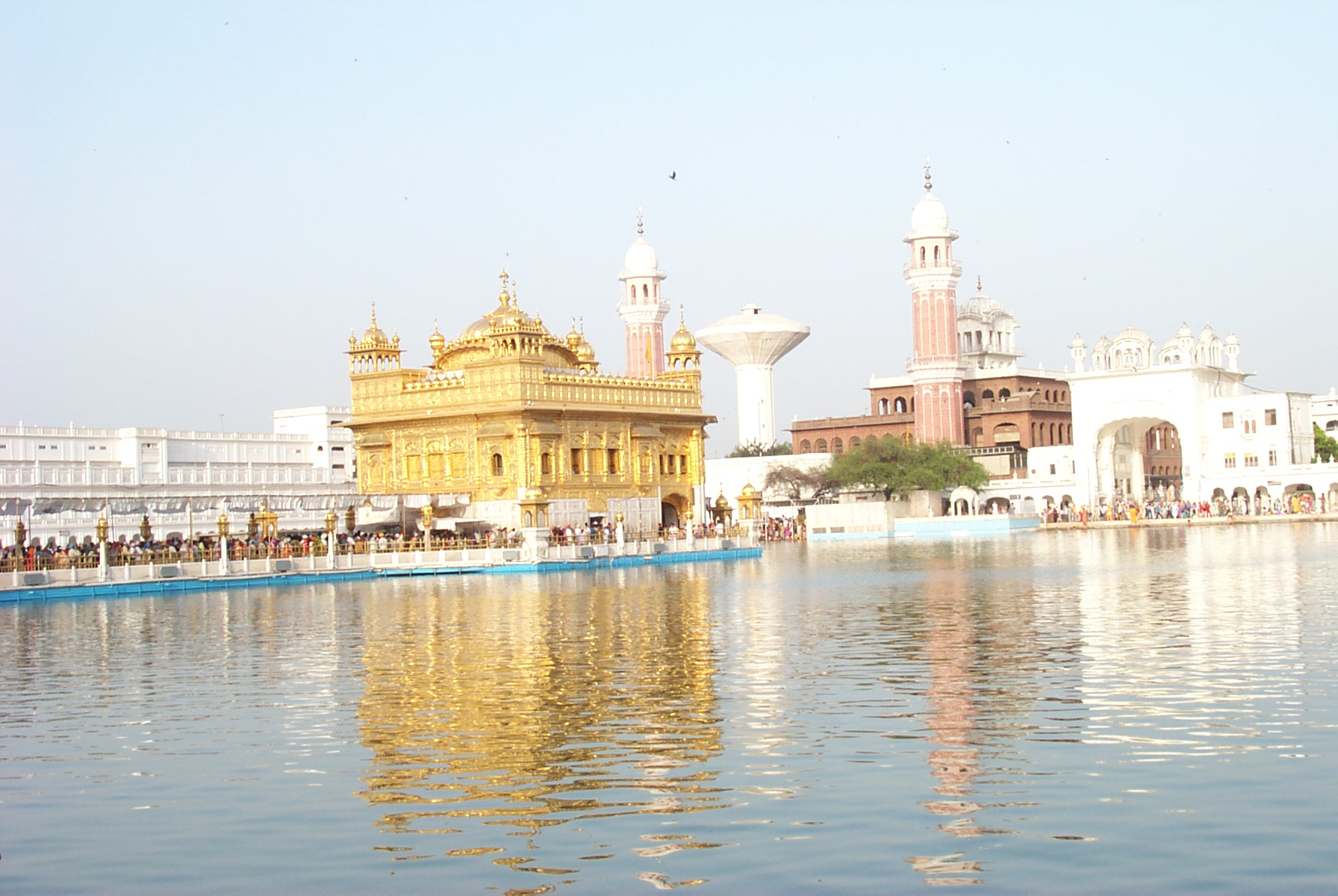
Harmandir Sahib

## Sikhisme
Amritsar, waar zich de Gouden tempel Harmandir Sahib bevindt, is het voornaamste bedevaartsoord in het sikhisme.

## Jezidisme
De heilige plaats voor de jezidi's is Lalish (Koerdisch: Laliş), waar het graf van Sjeik Adi ligt, de stichter van het jezidisme.
Tijdens deze zesdaagse bedevaart wordt ook het feest Cejna Cemaiya gevierd.

## Seculier
Niet alleen binnen de kaders van gevestigde religies of kerkgenootschappen vinden bedevaarten plaats, de ontkerkelijking en secularisering van de moderne samenleving heeft nieuwe bedevaarten en sacrale plaatsen gecreëerd die tegemoetkomen aan nieuwe behoeften aan religiositeit. Dergelijke nieuwe religieuze bedevaarten zijn niet altijd gemakkelijk te onderkennen omdat ze nogal eens deel uitmaken van een ogenschijnlijk strikt seculier of toeristische fenomeen. Het graf van Jim Morrison in Parijs wordt bijvoorbeeld jaarlijks door miljoenen fans en toeristen bezocht. Voor hen is dat geen religieus geïnspireerde bedevaart, hoewel hun bezoek in de media vaak wel met de metafoor van bedevaart wordt aangeduid. Desalniettemin bevinden zich onder al die bezoekers de nodige personen die Morrison wel degelijk bovennatuurlijke betekenis toekennen en zijn graf met een (religieuze) bedevaart aandoen teneinde er steun, hulp, genezing te verkrijgen. Voor hen is het een bedevaartplaats, overigens zonder dat ze zich dat misschien realiseren of zo zouden (willen) aanduiden. Onderzoek heeft echter uitgewezen dat hun gedrag, rituelen en verwachtingspatronen in wezen niet verschillen van bijvoorbeeld katholieke bedevaartgangers.
Enkele andere bekende seculiere bedevaartplaatsen zijn het herdenkingsmonument ('Pre's Rock') voor langeafstandsloper Steve Prefountaine in Eugene (Oregon, VS), het standbeeld van Tito in het Kroatische Kumrovec, het graf van Soekarno in Blitar (Indonesië), de boom van maffiabestrijder Giovanni Falcone in Palermo (Italië) en het 'Kankerbos' bij Biddinghuizen voor slachtoffers aan kanker.

### Walk of Wisdom
Ook in Nederland wordt vorm gegeven aan het idee van de seculiere pelgrimstocht. Damiaan Messing ontwikkelde in juni 2015 de Walk of Wisdom, een tocht van 136 kilometer rond Nijmegen. De tocht begint en eindigt in de Sint-Stevenskerk, en heeft als logo een mens met vleugels, een "kiemplantje van de aarde". Deelnemers aan de tocht schrijven zich in via Messings website en krijgen een starterspakket mee. Verder zijn er bepaalde do's and don'ts: de mobiele telefoon moet bijvoorbeeld uit tijdens de tocht. De tocht is een populaire vorm van bedevaart, gezien dat na zestien maanden al 999 mensen de tocht gelopen hadden. De tocht is ook gelopen door een aantal bekende Nederlanders, waaronder Jan Terlouw en Joke Hermsen. In augustus 2016 werd de tocht aangepast voor rolstoelgebruikers.
Ondanks het bewust niet-religieuze karakter van de Walk of Wisdom, heeft Messing wel bepaalde waarden aan de tocht meegegeven: zo krijgen de pelgrims een afvalzakje mee om onderweg vuilnis in te doen. In de tocht staat de "eigen ervaring" centraal, en pelgrims wordt dan ook gevraagd hun ervaringen in een —wederom seculier— getijdenboek op te schrijven. De tocht en het bijbehorende getijdenboek kunnen geduid worden als vormen van atheïstische religiositeit, zoals beschreven door de filosoof Alain de Botton. Atheïstisch of niet, er zit wel een ambitie achter: Messing wil de tocht uiteindelijk over "de hele wereld" laten gaan.